# Camacupa
Camacupa (fins 1975 Vila General Machado) és un municipi de la província de Bié. Té una extensió de 9.469 km² i 141.760 habitants. Comprèn les comunes de Camacupa, Cuanza, Ringoma, Santo António da Muinha i Umpulo. Limita al nord amb els municipis de Nharea i Luquembo, a l'est amb els municipis de Cuemba, Moxico i Luchazes, al sud amb el municipi de Chitembo i a l'oest amb els municipis de Catabola i Kuito.